# Apatania extenta
Apatania extenta är en nattsländeart som först beskrevs av Douglas E. Kimmins 1950.  Apatania extenta ingår i släktet Apatania och familjen Apataniidae. Inga underarter finns listade i Catalogue of Life.